# La Rivière-Enverse
La Rivière-Enverse és un municipi francès situat al departament de l'Alta Savoia i a la regió d'Alvèrnia-Roine-Alps. L'any 2007 tenia 444 habitants.

## Demografia

### Població
El 2007 la població de fet de La Rivière-Enverse era de 444 persones. Hi havia 172 famílies de les quals 48 eren unipersonals (20 homes vivint sols i 28 dones vivint soles), 40 parelles sense fills, 76 parelles amb fills i 8 famílies monoparentals amb fills.
La població ha evolucionat segons el següent gràfic:
Habitants censats

### Habitatges
El 2007 hi havia 363 habitatges, 180 eren l'habitatge principal de la família, 142 eren segones residències i 41 estaven desocupats. 280 eren cases i 82 eren apartaments. Dels 180 habitatges principals, 126 estaven ocupats pels seus propietaris, 44 estaven llogats i ocupats pels llogaters i 10 estaven cedits a títol gratuït; 2 tenien una cambra, 9 en tenien dues, 32 en tenien tres, 54 en tenien quatre i 82 en tenien cinc o més. 163 habitatges disposaven pel capbaix d'una plaça de pàrquing. A 71 habitatges hi havia un automòbil i a 99 n'hi havia dos o més.

### Piràmide de població
La piràmide de població per edats i sexe el 2009 era:
| Homes | Edats   | Dones |
| ----- | ------- | ----- |
| 0     | 95 o +  | 0     |
| 0     | 90 a 94 | 4     |
| 8     | 85 a 89 | 0     |
| 8     | 80 a 84 | 4     |
| 4     | 75 a 79 | 8     |
| 0     | 70 a 74 | 4     |
| 4     | 65 a 69 | 0     |
| 16    | 60 a 64 | 4     |
| 4     | 55 a 59 | 20    |
| 24    | 50 a 54 | 28    |
| 4     | 45 a 49 | 12    |
| 8     | 40 a 44 | 4     |
| 12    | 35 a 39 | 8     |
| 20    | 30 a 34 | 24    |
| 24    | 25 a 29 | 24    |
| 16    | 20 a 24 | 4     |
| 8     | 15 a 19 | 16    |
| 8     | 10 a 14 | 0     |
| 12    | 5 a 9   | 8     |
| 28    | 0 a 4   | 24    |

## Economia
El 2007 la població en edat de treballar era de 302 persones, 230 eren actives i 72 eren inactives. De les 230 persones actives 212 estaven ocupades (112 homes i 100 dones) i 18 estaven aturades (10 homes i 8 dones). De les 72 persones inactives 25 estaven jubilades, 17 estaven estudiant i 30 estaven classificades com a «altres inactius».

### Ingressos
El 2009 a La Rivière-Enverse hi havia 174 unitats fiscals que integraven 438,5 persones, la mediana anual d'ingressos fiscals per persona era de 20.417 €.

### Activitats econòmiques
Dels 30 establiments que hi havia el 2007, 1 era d'una empresa extractiva, 4 d'empreses de fabricació d'altres productes industrials, 5 d'empreses de construcció, 3 d'empreses de comerç i reparació d'automòbils, 2 d'empreses de transport, 5 d'empreses d'hostatgeria i restauració, 3 d'empreses de serveis, 6 d'entitats de l'administració pública i 1 d'una empresa classificada com a «altres activitats de serveis».
Dels 5 establiments de servei als particulars que hi havia el 2009, 1 era un paleta, 2 fusteries, 1 lampisteria i 1 empresa de construcció.
L'únic establiment comercial que hi havia el 2009 era una gran superfície de material de bricolatge.
L'any 2000 a La Rivière-Enverse hi havia 12 explotacions agrícoles que ocupaven un total de 264 hectàrees.

## Equipaments sanitaris i escolars
El 2009 hi havia una escola elemental.

## Poblacions més properes
El següent diagrama mostra les poblacions més properes.